# 高射第1师团
高射第1师团是第二次世界大战日本帝国陆军的一支部队。其主要任务是保卫本州的重要城市，使其免遭盟军空袭。

## 历史
太平洋战争开始时，东部军有独立的东部防空旅，这是日本帝国陆军中负责国土防空的两个防空单位之一。该旅配备了大约150门高射炮，其中大部分已经过时，且其战斗人员训练严重不足。由于杜立特成功空袭日本本土，同年11月19日，陆军的本土防空部队进行了重大重组。在这次改革中，东部防空旅被东部防空司令部所取代。作为国土防空部队增强的一部分，这支部队的规模从1944年4月开始扩大。然而，兵员扩张受到高射炮短缺的影响。到1944年6月，东部防空司令部配备有300门高射炮。 
1944年12月，高射第1师团正式组建，该师团指挥东部陆军防空部的所有防空部队。其他三个防空师也在此时成立。高射第1师团比其他这样的防空部师大得多，由八个防空团、六个独立防空营、四个机炮连和一个探照灯团组成。  
高射第1师团在试图对抗盟军对日本的空袭时经历了频繁的战斗。在此期间，它在1945年3月9日晚上盟军对东京的毁灭性袭击的时候保卫这座城市。到1945年8月战争结束时，该师团声称击落了 193架波音B-29超级堡垒重型轰炸机并击伤了454架。该说法夸大了该师的实际成就，因为与其他防空部队一样，该师团的战斗力受到了设备短缺的极大限制。 

## 部队结构
1944年12月组建后，高射第1师团由以下单位组成： 
- 第111防空团
- 第112防空团
- 第113防空团
- 第114防空团
- 第115防空团
- 第116防空团
- 第117防空团
- 第118防空团
- 第1独立防空营
- 第2独立防空营
- 第3独立防空营
- 第4独立防空营
- 第95野战防空营
- 第96野战防空营
- 第1机炮营
- 第4机炮营
- 第1探照灯团